# Esta vez (canción)
«Esta vez» es una canción del cantante español Cepeda. Fue lanzada el 1 de junio de 2018 por el sello de Universal Music España como primer sencillo de su álbum debut Principios. Fue escrita por él mismo y por David Santisteban, y producida por este último. 

## Recepción comercial
El tema se posicionó en el número 1 de la lista de ventas oficial de España. En su quinta semana de lanzamiento es certificada como disco de oro tras vender más de 20 000 copias.

## Vídeo musical
El mismo día del lanzamiento, se lanzó el vídeo musical de la canción. Este supera actualmente las 14 millones de visualizaciones en YouTube.

## Actuaciones en directo
El sencillo fue interpretado por primera vez el 10 de junio en el Palau Sant Jordi de Barcelona, en la actuación de Cepeda como telonero del grupo Queen + Adam Lambert. Tres días después, Cepeda volvió a tocar el tema en su versión a piano en el programa de televisión de TV3, Tot Es Mou. El 16 de junio acudió a Viva la vida de Telecinco donde volvió a presentar «Esta vez».
Durante el concierto benéfico Caminando Juntos, celebrado el 29 de junio en el Estadio Santiago Bernabéu, se interpretó la canción frente a más de 60 000 personas.

## Posicionamiento en listas

### Listas semanales
| España | PROMUSICAE | 1 |

### Certificaciones
| País   | Organismo certificador | Certificación | Ventas certificadas | Ref.  |
| ------ | ---------------------- | ------------- | ------------------- | ----- |
| España | PROMUSICAE             | Platino       | 40 000              | [ 3 ] |